# Photodésintégration
La photodésintégration est une réaction nucléaire induite par un rayon gamma de haute énergie. Le rayon gamma interagit avec le noyau de l'atome ce qui lui fournit une certaine énergie d'excitation. Le noyau atomique peut alors se désexciter de différentes manières : émission de rayons gamma, émission de particules, fission, ... La photodésintégration est endothermique (absorbe de la chaleur) dans les noyaux atomiques plus légers que le fer, et exothermique (émet de la chaleur) dans les noyaux plus lourds. La photodésintégraton est en partie responsable de la naissance de noyaux lourds et riches en protons produits par le processus p qui a lieu dans les supernovas.

## Cas spécifiques

### Photodésintégration du deutérium
Une réaction de photodésintégration, où un noyau de deutérium frappé par un rayon gamma émet un neutron et devient un noyau d'hydrogène 1, a permis à Chadwick et Goldhaber de mesurer la différence de masse entre proton et neutron.

### Photodésintégration du béryllium
La photodésintégration du béryllium par des rayons gamma émis par l'antimoine 124 sert de source de neutrons thermiques[réf. nécessaire].

### Hypernovae
Dans les explosions d'énormes étoiles (ayant une masse 250 fois plus grande que celle du Soleil), la photodésintégration joue un rôle majeur. En approchant la fin de sa vie, le cœur de l'étoile connaît des températures et des pressions où l'absorption d'énergie par la photodésintégration abaisse leur intensité pendant un certain temps. En happant de l'énergie, la photodésintégration provoque l'effondrement du cœur, ce qui mène à la formation d'un trou noir. Une partie de la masse s'échappe sous la forme de jets, qui auraient pu asperger l'Univers des premiers métaux ,.

## Photofission
La photofission est un cas particulier de photodésintégration. Un noyau ayant absorbé un rayon gamma subit une fission, et se morcelle en deux masses à peu près égales. Des rayons gamma de très grande énergie sont capables de provoquer la fission dans des éléments aussi légers que l'étain[réf. nécessaire].